# Championnats de Tunisie d'athlétisme 2006
Navigation
2005 2007
Les championnats de Tunisie d'athlétisme 2006 sont une compétition tunisienne d'athlétisme se disputant en 2006. Si l'on excepte le record tunisien battu par Mohamed Meddeb au lancer du poids, la meilleure performance nationale de Chaima Trabelsi sur 15 km marche et le triplé de Lakhdar Hachani, la plupart des résultats réalisés sont faibles ou médiocres.

## Palmarès
| Discipline             | Hommes                                  | Hommes         | Femmes                                  | Femmes          |
| ---------------------- | --------------------------------------- | -------------- | --------------------------------------- | --------------- |
| 100 m                  | Imed Ameur                              | 10 s 78        | Hafsia Hmidi                            | 12 s            |
| 200 m                  | Belgacem Herichi                        | 21 s 45        | Hafsia Hmidi                            | 25 s 8          |
| 400 m                  | Aymen El Arbi                           | 47 s 99        | Ahlem Merdassi                          | 59 s 1          |
| 800 m                  | Mohamed Souissi                         | 1 min 53 s 44  | Ahlem Merdassi                          | 2 min 10 s 59   |
| 1 500 m                | Lakhdar Hachani                         | 3 min 54 s 33  | Haïfa Tarchoun                          | 4 min 49 s 93   |
| 5 000 m                | Lakhdar Hachani                         | 14 min 38 s 85 | Mahbouba Belgacem                       | 19 min 47 s 97  |
| 10 000 m               | Lakhdar Hachani                         | 30 min 17 s 5  | Mahbouba Belgacem                       | 40 min 0 s 47   |
| 100 m haies            |                                         |                | Sabra Dhaouadi                          | 14 s 66         |
| 110 m haies            | Hamdi Mhirsi                            | 14 s 4         |                                         |                 |
| 400 m haies            | Belgacem Herichi                        | 52 s 00        | Asma Chaatani                           | 63 s 97         |
| 3 000 m steeple        | Imed Zaïdi                              | 8 min 50 s     | Sabrine Azzi                            | 11 min 43 s 24  |
| Relais 4 × 100 mètres  | Club municipal d'athlétisme de Kairouan | 42 s 92        | Athletic Club de Sousse                 | 50 s 45         |
| Relais 4 × 400 mètres  | Club municipal d'athlétisme de Kairouan | 3 min 22 s 69  | Club municipal d'athlétisme de Kairouan | 4 min 6 s 26    |
| Saut en longueur       | Tarek Debabi                            | 6,97 m         | Mayada Belkhiria                        | 5,67 m          |
| Triple saut            | Thameur Aouini                          | 15,13 m        | Nada Cheroudi                           | 11,94 m         |
| Saut en hauteur        | Imed Ameur                              | 1,98 m         | Karima Ben Othman                       | 1,70 m          |
| Saut à la perche       | Abderrahmane Tamada                     | 4,80 m         | Aïda Mohsni                             | 2,80 m          |
| Lancer du poids        | Mohamed Meddeb                          | 18,51 m        | Amel Ben Khaled                         | 13,83 m         |
| Lancer du disque       | Amir Chouchan                           | 45,61 m        | Monia Kari                              | 51,11 m         |
| Lancer du marteau      | Helmi Bahri Gafsi                       | 47,85 m        | Khedija Jellouz                         | 50,90 m         |
| Lancer du javelot      | Mohamed Ali Kbabou                      | 68,39 m        | Imen Chatbri                            | 42,10 m         |
| Décathlon              | Imed Ameur                              | 5 665          |                                         |                 |
| Heptathlon             |                                         |                | Maha Chaouachi                          | 4 229           |
| Semi-marathon          |                                         |                |                                         |                 |
| 15 km marche sur route |                                         |                | Chaima Trabelsi                         | 1 h 20 min 15 s |
| 20 km marche sur route | Hassanine Sebei                         | 1 h 42 min 2 s |                                         |                 |
| 15 km marche sur piste | Karim Boudhina                          | -              | Olfa Lafi                               | -               |

## Source
- [PDF] Podiums 2006  (Fédération tunisienne d'athlétisme)